# Rajon Moskwa
Der Rajon Moskwa (Moskwa = Moskau) ist ein Rajon des Oblus Tschüi in Kirgisistan mit 100.929 Einwohnern (Stand 2022). Das Verwaltungszentrum ist das Dorf Belowodsk.

## Verwaltungsgliederung
Der Rajon grenzt im Süden an den Rajon Panfilow, im Norden an Kasachstan, im Westen an den Rajon Dschajyl und im Osten an den Rajon Sokuluk. Er umfasst 28 Dörfer in 12 Landgemeinden.